# Saint-Aubin (Indre)
Saint-Aubin ist eine französische Gemeinde mit 151 Einwohnern (Stand: 1. Januar 2022) im Département Indre in der Region Centre-Val de Loire; sie gehört zum Arrondissement  und zum Kanton La Châtre. Die Einwohner werden Saint-Aubinois genannt.

## Geographie
Saint-Aubin liegt am Cousseron an der Grenze zum Département Cher, etwa 25 Kilometer ostnordöstlich von Châteauroux. Umgeben wird Saint-Aubin von den Nachbargemeinden Issoudun im Nordwesten und Norden, Chouday im Nordosten, Ségry im Osten, Chezal-Benoît im Südosten, Pruniers im Süden, Meunet-Planches im Südwesten und Westen sowie Condé im Westen und Nordwesten. Im Gemeindegebiet von Saint-Aubin liegt der größte Teil des Flugplatzes Issoudun-Le Fay.

## Bevölkerungsentwicklung
| Jahr                       | 1962 | 1968 | 1975 | 1982 | 1990 | 1999 | 2006 | 2013 | 2020 |
| Einwohner                  | 217  | 183  | 142  | 126  | 155  | 169  | 162  | 198  | 161  |
| Quellen: Cassini und INSEE |      |      |      |      |      |      |      |      |      |

## Sehenswürdigkeiten

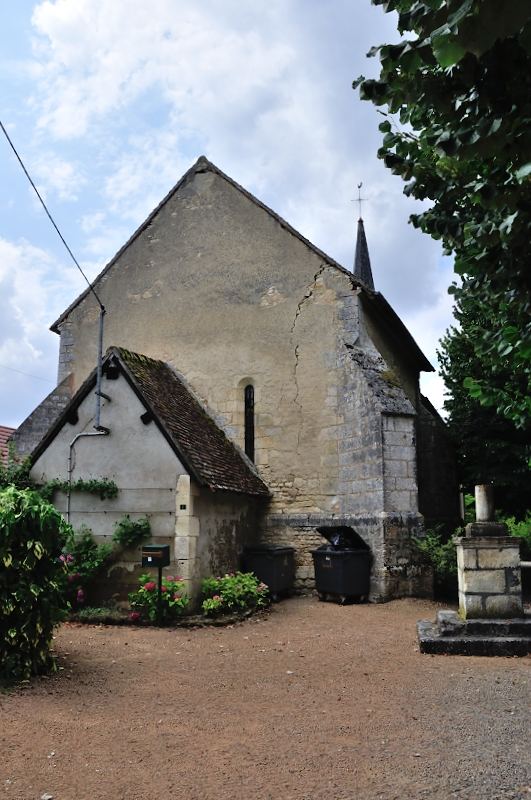
Kirche Saint-Aubin

- Kirche Saint-Aubin
- Château des Girards